# Кафана Три шешира
Три шешира је најстарија кафана Скадарлије, главне боемске улице старог Београда. Отворена је 1864. у згради у којој се претходно налазила занатска радионица (шеширница), која је као логотип имала три плехана шешира. Претходно су шешири били „намоловани” на зиду, изнад улазних врата.
У једној од просторија кафане, налазила се (1938) на зиду урамљена „посмртна листа”, једног од најпознатијих посетилаца. Радило се о песнику и сликару Ђури Јакшићу, који је умро 1878. године. На умрлици је писало: „Ђура Јакшић, српски песник, После једномесечног тешког боловања премину јутрос у 6 сати, остави за собом богато име и жену са четворо деце у сиротињи, Погреб ће бити сутра — у петак — у 3 сата поподне...Београд 16. децембра 1878. године, Више његови штоваоца.” Јакшић је иначе становао, као подстанар у кући преко пута, у Скадарској улици број 36.
Поред сведочанства о госту Јакшићу на зидовима су пред Други светски рат били поређани бројни други ликови познатих посетилаца, као што су: Војислав Илић, Стеван Сремац, Милован Глишић, Јанко Веселиновић, Радоје Домановић, Милорад Гавриловић, Богобој Руцовић, Авдо Карабеговић, Софија Цона Ђорђевић, чича Илија Станојевић, Бранислав Нушић и други. А још за живота своје место на зиду добиле су фотографије глумаца Жанке Стокић и Добрице Милутиновића. Сопственик кафана је украсио кафану и фотографијама странаца, великих пријатеља Срба попут Немца Хермана Вендела и чешког амбасадора Јана Шебеа.
Од када је 1901, на жалост београдских боема, срушена кафана Дарданели центар ноћног живота се преселио у Три шешира. Многа позната имена боемског живота Београда су у овој кафани стварала, певала и писала.